# Pseudoschoenobius
Pseudoschoenobius là một chi bướm đêm thuộc họ Crambidae.